# فراسو سابينو
فراسو سابينو هي كومونا تقع في مقاطعة ريتي في منطقة لاتيوم الإيطالية، تقع على بعد حوالي 45 كيلومتر (28 ميل) شمال شرق روما وحوالي 20 كيلومتر (12 ميل) جنوب غرب رييتي.